# Sopra Steria Group
Sopra Group is een Europese dienstverlener op het gebied van consultancy, systeemintegratie, application outsourcing en software. De markten waarin Sopra Group actief is, omvatten onder andere de financiële dienstverlening, de industrie en de telecommunicatie. Naaste concurrenten zijn bedrijven als CGI, Atos en Accenture.

## Geschiedenis
Sopra Group is een van de oudste IT-dienstverleners van Europa. Zijn geschiedenis begint in de jaren 1960 in de Franse streek Savoie. In 1967 wordt in Annecy het IT-bedrijf Sogeti (het latere Capgemini) opgericht. Dit gebeurt door toedoen van Pierre Pasquier, François Odin en Léo Gantelet, die vóór die tijd alle drie bij Bull hebben gewerkt in Auvergne-Rhône-Alpes. Reeds enkele weken na de oprichting ontstaan er spanningen tussen de 13 kleine aandeelhouders. De meeste aandeelhouders, waaronder Pasquier, besluiten de groep te verlaten. Serge Kampf, eveneens een oud-werknemer van Bull, krijgt hierop 84% van de aandelen in handen. Sogeti verhuist naar Grenoble.
In januari 1968 richten Pasquier, Odin en Gantelet opnieuw een IT-bedrijf in Annecy op, deze keer met de naam Sopra Group. Het nieuwe bedrijf is zeker de eerste 10 jaar een directe concurrent voor Sogeti. Sopra Group ontpopt zich al snel tot een belangrijke speler in de IT-dienstverlening op de Franse markt. Vanaf 1985 begint het bedrijf ook de vleugels uit te slaan naar andere Europese landen. In 1990 volgt een beursgang naar de Beurs van Parijs.
In 2014 fuseren Sopra en Steria en de twee gaan samen verder als de Sopra Steria Group.

## Overnames
De overnames van de Sopra Group omvatten onder meer:  
- 1996: SG2 Ingénierie, 650 werknemers
- 2000: Orga Consultants, 200 werknemers
- 2003: Inforsud Ingénierie, 530 werknemers
- 2004: Valoris, 500 werknemers
- 2005: Newell & Budge (Verenigd Koninkrijk, Ierland en India), 600 werknemers
- 2005: PROFit SA (Spanje en Portugal), 700 werknemers
- 2007: Business Architects International (België (Mechelen)), 90 werknemers[8]
- 2008: CIBF (Frankrijk (Nantes)), 60 werknemers
- 2011: Delta Informatique
- 2012: Callataÿ & Wouters (België (Brussel)), 600 werknemers
- 2019: Fidor Solutions, de softwaredochter van Fidor Bank[9]
- 2023: Ordina en Tobania (bij elkaar 4000 werknemers in de BeNeLux)[10][11]

## Partners
- Microsoft Gold Certified Partner in zeven landen